# Johnny and his Cellar Rockers

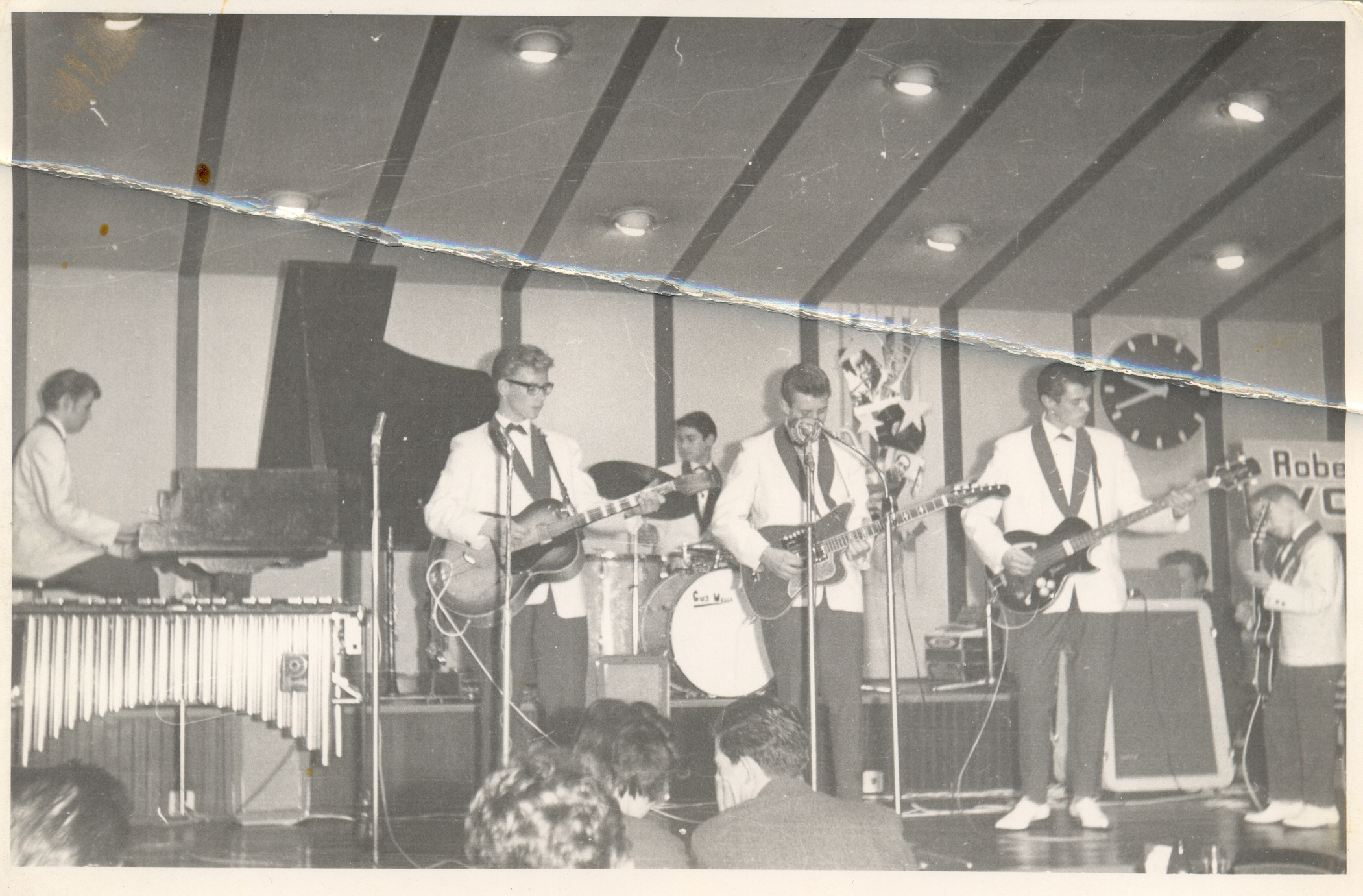
Johnny and his Cellar Rockers 2-11-1961

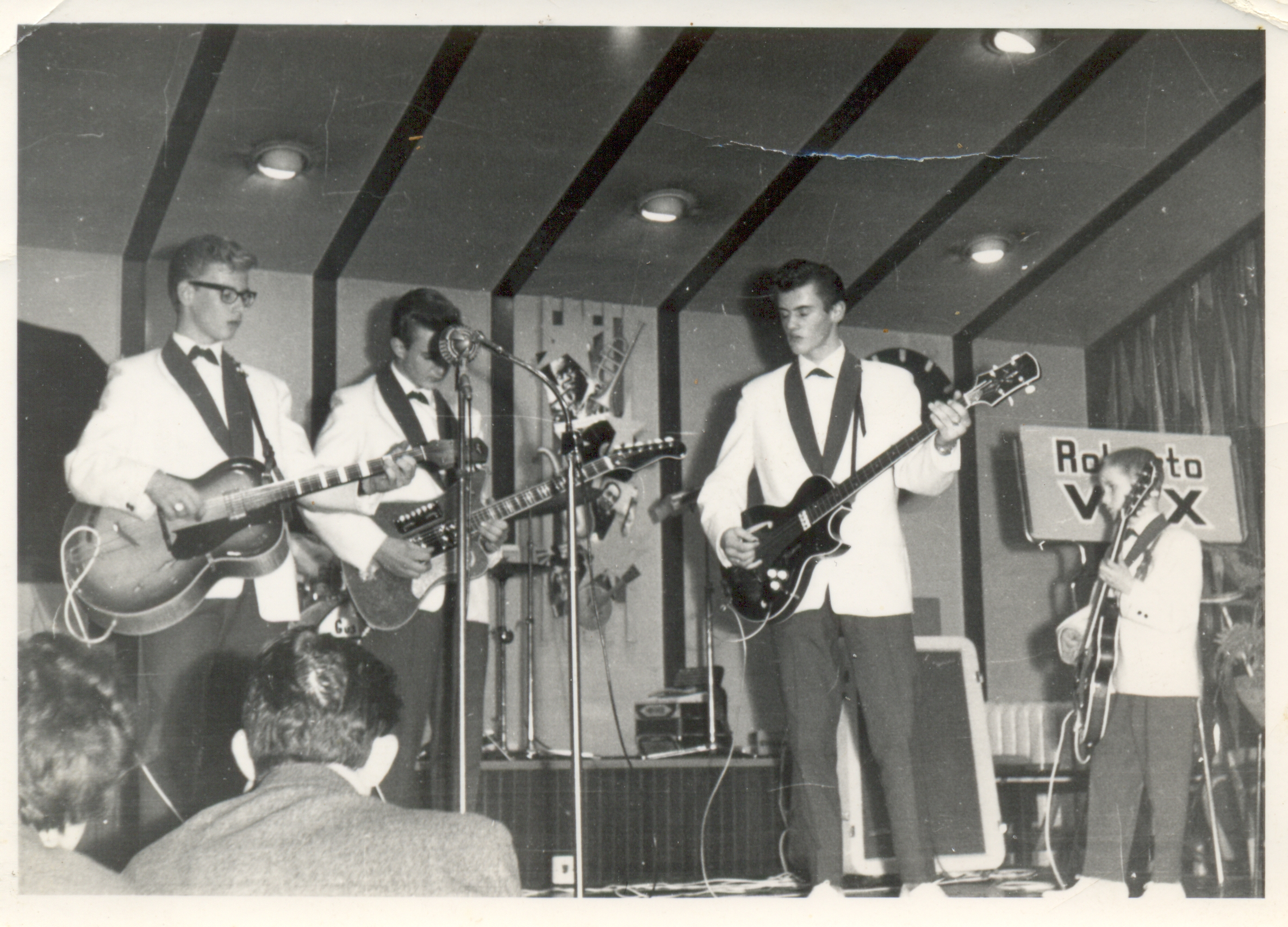
Johnny and his Cellar Rockers 2-11-1961

Johnny and his Cellar Rockers was een Nederlandse popgroep bestaande uit Hans Kuyt (piano), Jan Burgers (slaggitaar), Pierre van der Linden (drums) (opgevolgd door Sidney Wachtel), Jan Akkerman (sologitaar), Cor Engelsma (basgitaar) (opgevolgd door Wilfred Arends) en Cockie Akkerman. De band verandert in 1964 van naam en gaat verder als The Hunters.
De band maakte enkele platen met cabaretier Aart Brouwer, waaronder Hé psst! en Vies. In 1964 nam de band All My Loving van The Beatles op onder de naam Close Your Eyes. 
Op de eerste foto van links naar rechts Hans Kuyt, Jan Burgers, Pierre van der Linden, Jan Akkerman, Cor Engelsma en Cockie Akkerman. Op de achtergrond nog net zichtbaar Co Schuddemat, manager en geluidsregelaar.